# 披薩刀

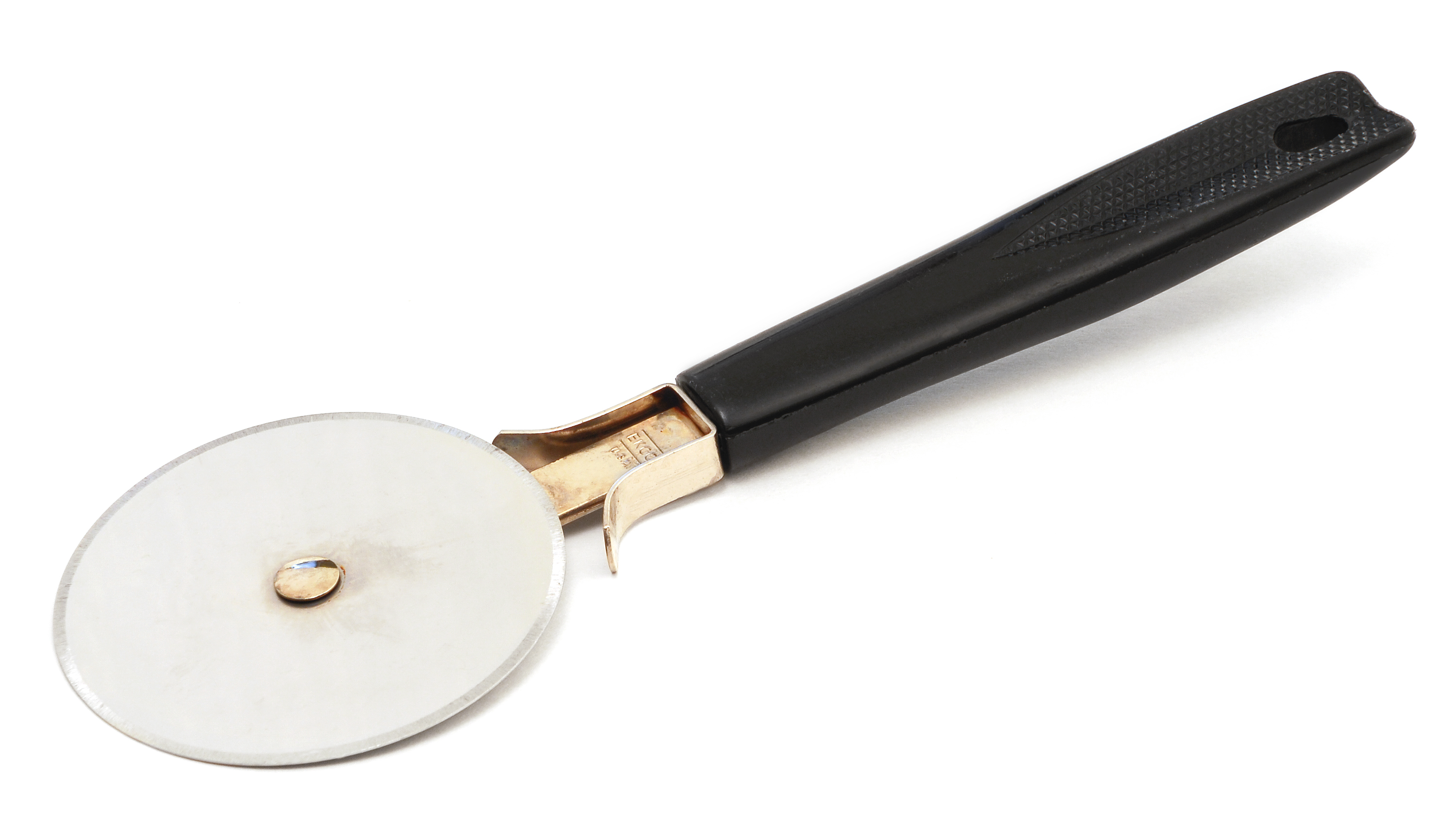
滾輪形的披薩刀

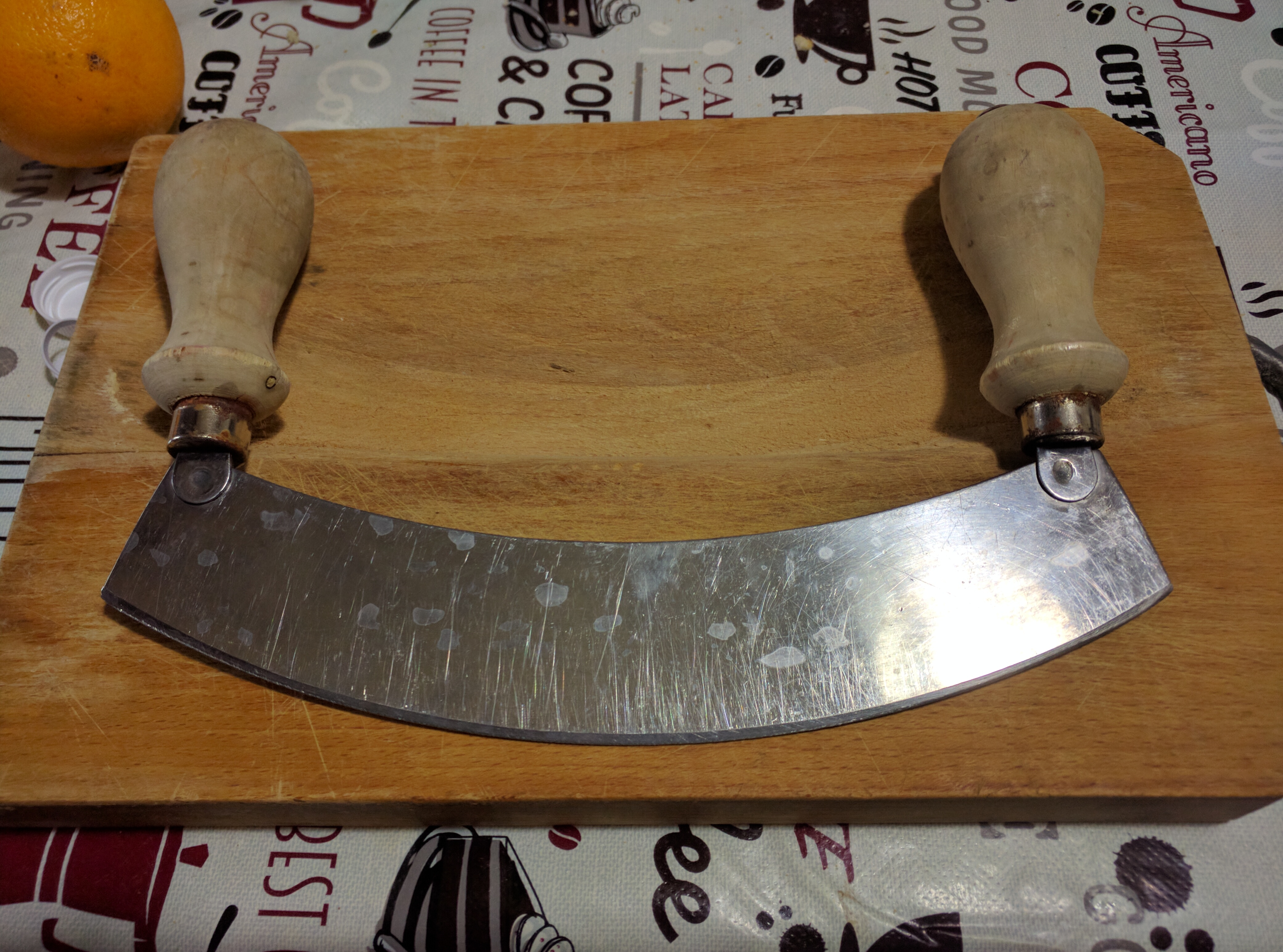
半月形的披薩刀

披薩刀是一種用於分割披薩的刀具。披薩刀主要有兩種設計，其中一種採用滾輪形設計，刀刃在圓形的鋼片邊緣，使用時將刀刃壓在披薩上，再將圓形的刀片在披薩上前後滾動，滾出一條直線便可將披薩切開，這種較小巧的披薩刀常被作為切割披薩的餐具。另一種披薩刀呈半月形設計，刀刃位於半月形鋼片的外側，半月形的兩邊都有手柄，使用時將刀壓在披薩上，再順著彎曲的刀刃左右搖擺刀具，即可將披薩切開，這種披薩刀比滾輪形較大較重，但切割效率較高，通常在披薩店的廚房使用。

## 歷史
最早的滾輪形披薩刀設計專利於1892年9月20日，由美國人約翰·摩根（David S. Morgan）註冊，但這個設計當初是用來切割牆紙，而不是用於切割披薩。